# Нефедкино
Нефедкино (мар. Непот) — деревня в Медведевском районе Республики Марий Эл. Входит в состав Нурминского сельского поселения.

## География
Находится на расстоянии приблизительно 9 км по прямой на запад-северо-запад от города Йошкар-Ола.

## История
Упоминается с 1763 года как деревня Токпулатово (Ошурга) с населением 22 человека. В 1795 году здесь (Ошурга или Нефедкино) 23 жителя и 5 дворов. В 1886 году в деревне уже 15 дворов и 58 жителей, в 1924 (уже Нефедкино) 41 хозяйство и 207 жителей. В советское время работали колхозы «Саска» и имени Чапаева.

## Население
Население составляло 104 человека (мари 97 %) в 2002 году, 126 в 2010.